# Parkinson Magazine
Parkinson Magazine, tot 2014 Papaver geheten, is het tijdschrift van de Nederlandse Parkinson Vereniging. 
Het blad verschijnt vijf keer per jaar in een oplage van 10.500 stuks.

## Inhoud
Het blad houdt patiënten en hun familie op de hoogte van nieuwe ontwikkelingen betreffende oorzaak, behandeling, diagnostiek enz. van de ziekte van Parkinson en Parkinsonismen.
Voorts informeert het blad over juridische, economische en maatschappelijke ontwikkelingen betreffende deze ziekte. Veel ruimte is vrijgemaakt voor de belevenissen van leden van de vereniging. Ten slotte bevat het blad verenigingsnieuws.